# Licuala oninensis
Licuala oninensis är en enhjärtbladig växtart som beskrevs av Odoardo Beccari. Licuala oninensis ingår i släktet Licuala och familjen Arecaceae. Inga underarter finns listade i Catalogue of Life.